# G.I. Joe's 200 2003
G.I. Joe's 200 2003 var den åttonde deltävlingen i CART World Series 2003. Racet kördes den 22 juni på Portland International Raceway utanför Portland, Oregon. Adrián Fernández vann racet, efter att ha kört förbi Paul Tracy i den första kurvan mot slutet av racet. Fernández seger till trots, kunde Tracy återta mästerskapsledningen.

## Slutresultat
| Plats | Förare              | Team                      | Grid | Kvaltid  |
| ----- | ------------------- | ------------------------- | ---- | -------- |
| 1     | Adrián Fernández    | Fernández Racing          | 3    | 58,948   |
| 2     | Paul Tracy          | Forsythe Racing           | 1    | 58,793   |
| 3     | Alex Tagliani       | Rocketsports Racing       | 5    | 59,061   |
| 4     | Bruno Junqueira     | Newman/Haas Racing        | 11   | 59,464   |
| 5     | Oriol Servià        | Patrick Racing            | 6    | 59,218   |
| 6     | Darren Manning      | Walker Racing             | 8    | 59,225   |
| 7     | Jimmy Vasser        | Spirit Team Johansson     | 9    | 59,392   |
| 8     | Mario Haberfeld     | Conquest Racing           | 12   | 59,505   |
| 9     | Roberto Moreno      | Herdez Competition        | 14   | 59,616   |
| 10    | Mario Domínguez     | Herdez Competition        | 16   | 59,811   |
| 11    | Rodolfo Lavín       | Walker Racing             | 13   | 59,522   |
| 12    | Michel Jourdain Jr. | Team Rahal                | 2    | 58,838   |
| 13    | Geoff Boss          | Dale Coyne Racing         | 18   | 1.00,699 |
| 14    | Sébastien Bourdais  | Newman/Haas Racing        | 4    | 58,976   |
| 15    | Max Papis           | PK Racing                 | 15   | 59,704   |
| 16    | Patrick Carpentier  | Forsythe Racing           | 10   | 59,455   |
| 17    | Ryan Hunter-Reay    | Spirit Team Johansson     | 7    | 59,219   |
| 18    | Gualter Salles      | Dale Coyne Racing         | 19   | 1.00,741 |
| 19    | Tiago Monteiro      | Fittipaldi-Dingman Racing | 17   | 1.00,371 |